# Phrynobatrachus hieroglyphicus
Espèce
Phrynobatrachus hieroglyphicus est une espèce d'amphibiens de la famille des Phrynobatrachidae.

## Répartition
Cette espèce est endémique du Mont Nimba au Liberia.

## Étymologie
Le nom spécifique hieroglyphicus vient du mot hiéroglyphe, en référence au motif de coloration dorsale de cette espèce.

## Publication originale
- Rödel, Ohler & Hillers, 2010 : A new extraordinary Phrynobatrachus (Amphibia, Anura, Phrynobatrachidae) from West Africa. Zoosystematics and Evolution, vol. 86, p. 257-261.